# Colon
Il colon (lat. colon) è il tratto terminale dell'apparato digerente per molti vertebrati. Più corto e con diametri maggiori rispetto all'intestino tenue, il colon se ne differenzia per la presenza delle haustra e delle tenie, tre fasci muscolari longitudinali che lo percorrono.
Diversamente dall'intestino tenue, il colon non assolve un ruolo fondamentale nell'assorbimento dei nutrienti, ma si occupa dell'assorbimento di acqua, sale e di sintetizzare, grazie al microbiota umano qui presente, alcune vitamine liposolubili essenziali, a partire dalle sostanze di scarto, prima che siano eliminate dall'organismo.
Nei mammiferi, il colon si divide in quattro sezioni: colon ascendente, colon trasverso, colon discendente, sigma. Il colon, insieme al cieco e al retto forma l'intestino crasso.

## Disposizione e rapporti

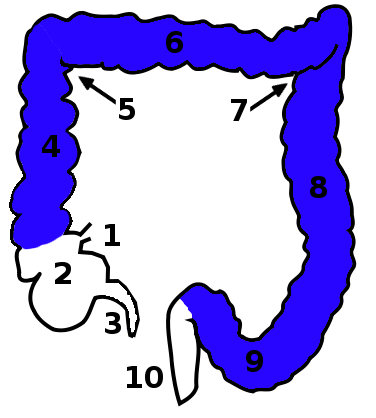
Intestino crasso (il colon è colorato in blu): 1. Valvola ileo-ciecale, 2. Cieco, 3. Appendice vermiforme, 4. Colon ascendente, 5. Flessura epatica, 6. Colon trasverso, 7. Flessura splenica, 8. Colon discendente, 9. Colon sigmoideo, 10. Retto.

Il colon rappresenta il tratto finale del canale digestivo e si estende dal cieco al retto. La sua struttura tubulare e gibbosa è simile ad una "M" curvilinea che contiene la maggior parte dell'intestino crasso, fatta eccezione per la prima e parte della seconda porzione del cieco e il retto. Possiede una lunghezza media di 1,5 m, ma essa risulta variabile, come per l'intestino tenue. La valvola ileociecale sbocca presso il cieco, dove superiormente inizia il primo tratto del colon: il colon ascendente che si porta superiormente e anteriormente al rene destro e inferiormente al lobo destro del fegato.
Il colon ascendente si piega antero-medialmente, determinando la flessura epatica, prosegue formando una convessità antero-inferiore che va a costituire il colon trasverso, il quale passa davanti al pancreas, al rene sinistro e alla milza, per piegarsi postero-inferiormente nel colon discendente, formando la flessura splenica. Il colon discendente prosegue antero-inferiormente passando davanti alla cresta iliaca sinistra per poi svoltare bruscamente a destra nel colon sigmoideo, il quale risale per un breve tratto per scendere verticalmente a formare il retto. 
L'intestino crasso, pur essendo più corto del tenue, è molto più spesso e fisso e presenta una muscolatura longitudinale caratteristica, ispessita in tre bande longitudinali, dette tenie, le quali decorrono entro la sierosa in tutto il viscere.
Le tre tenie sono la tenia libera, in posizione anteriore e opposta al mesocolon, la tenia omentale, in posizione posterolaterale, e la tenia mesocolica, in posizione posteromediale e presso il margine del mesocolon. Queste posizioni sono valide nel colon ascendente, ma soggette a rotazione a causa delle flessure dell'organo, per cui, ad esempio, la tenia libera è inferiore nel colon trasverso. Sulla superficie del colon sono presenti delle appendici sottoperitoneali di tessuto adiposo, orientate piuttosto coerentemente in tutto l'organo, dette appendici epiploiche. Le gibbosità del colon, dette haustra, sono in parte dovute proprio alle tenie e si fanno più numerose via via che si procede verso il colon sigmoideo. Generalmente, la diffusione delle haustra determina uno spessore maggiore delle tenie: vi saranno quindi tenie sottili e poche haustra nel colon ascendente e nel tratto prossimale del colon trasverso, rispetto al colon discendente o al colon sigmoideo.
Il colon trasverso sporge dal peritoneo grazie al mesocolon trasverso, il colon discendente è retroperitoneale, il colon sigmoideo (così come gli ultimi centimetri del colon discendente) è sotteso da un mesosigma di lunghezza variabile. La lunghezza del meso di ciascuna parte del colon ne determina in gran parte la mobilità, per cui l'ascendente, dal meso molto corto, avrà una mobilità scarsa, mentre maggiore mobilità possiede il colon trasverso, dal meso molto lungo e mobile. Il mesocolon è formato da peritoneo che riveste tessuto adiposo e tessuto connettivo, al cui interno scorrono vasi sanguigni, nervi e linfatici. Lo spazio virtuale che separa il mesocolon dal peritoneo viscerale (quando essi sono a stretto contatto) è detto spazio sottoperitoneale.

## Struttura

### Anatomia microscopica

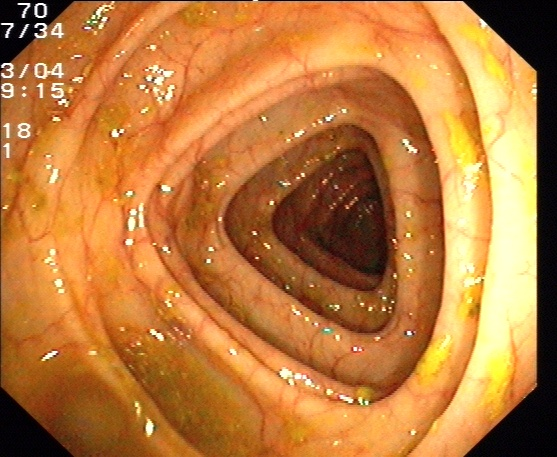
Interno del colon trasverso, in una immagine endoscopica.

La parete dell'intestino crasso è costituita, dall'interno verso l'esterno, dalle seguenti 4 tonache: la tonaca mucosa, la tonaca sottomucosa, la tonaca muscolare, la tonaca sierosa.
Internamente la mucosa e la sottomucosa del colon sono sollevate nelle haustra, che si presentano come pieghe le quali circondano parzialmente il lume dell'organo, spesso una haustra molto rilevata è seguita da una meno rilevata. La conformazione generale delle haustra permette al medico durante l'endoscopia di riconoscere quale parte del colon stia esplorando. Nel cieco le haustra formano un caratteristico motivo detto "a trifoglio", determinato dalla confluenza delle tre tenie, nell'appendice la mucosa è spiralizzata, nel colon ascendente sono semilunari, occupano circa un terzo del lume e sono poco profonde, mentre nel colon trasverso determinano una forma triangolare. Nel colon discendente le pieghe sono più spesse e più corte e nell'insieme danno al lume un aspetto a spirale, mentre nel colon sigmoideo è circolare e presenta grandi pieghe mucose multiple, infine nel retto le pieghe sono ampie e trasversali, con evidenti reticoli venosi nella mucosa. Le varie zone dell'intestino crasso sono distinguibili anche per il colore della mucosa.
Il cieco e il colon ascendente presentano una mucosa di colore rosa, il colon trasverso rosa pallido, il colon discendente un rosa vivo ed omogeneo, il colon sigmoideo un rosa-giallastro ed infine il retto di colore rosso-giallastro.

### Suddivisioni del colon

#### Colon ascendente

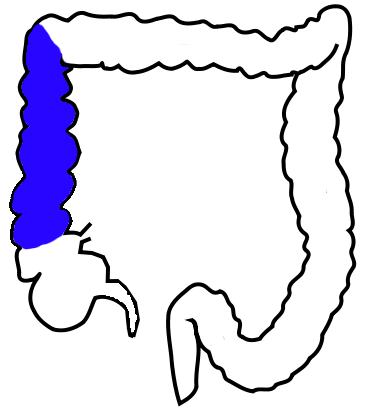
Porzione del colon ascendente.

Il colon ascendente, prosecuzione superiore del cieco, è lungo 15-20 cm, con calibro inferiore e minore distensibilità rispetto ad esso. Si porta sino alla porzione inferiore del lobo destro del fegato, su cui lascia un'impronta poco profonda (impronta colica), poi piega bruscamente a sinistra, formando la flessura epatica e proseguendo nella porzione trasversale del colon.
È ricoperto dal peritoneo sulla sua parete anteriore e su quelle laterali, dove forma le docce parietocoliche di sinistra e destra; risulta quindi retroperitoneale. È in rapporto anteriormente con la porzione inferiore del lobo destro del fegato e il fondo della cistifellea, con il grande omento e con il peritoneo parietale della parete addominale anteriore, posteriormente con la fascia renale che lo separa dal rene destro, con la fascia iliaca, la fascia dello psoas, il quadrato dei lombi, l'aponeurosi del trasverso dell'addome, i nervi ileoinguinale, ileoipogastrico e cutaneo femorale laterale.
È vascolarizzato da arteria colica destra e dall'arteria ileo-colica. La vena che diparte è la colica di destra che sfocia nella mesenterica superiore. L'innervazione avviene grazie al plesso mesenterico superiore.

#### Colon trasverso

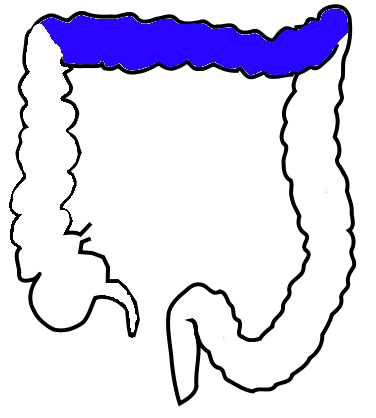
Porzione del colon trasverso.

Il colon trasverso, prosecuzione del colon ascendente, è lungo circa 50 cm, ed è compreso tra la flessura epatica (flessura colica destra) e la flessura splenica (flessura colica sinistra). Forma una curva postero-inferiore variabile da soggetto a soggetto, con una concavità diretta posteriormente e superiormente, per poi piegarsi bruscamente in basso formando la flessura splenica e dare origine al colon discendente. Talvolta questa concavità è tale da raggiungere la pelvi.
Possiede un maggior numero di appendici epiploiche rispetto al colon ascendente. È rivestito completamente da peritoneo, fatta eccezione per quella parte della flessura epatica che aderisce al fegato. Presso la superficie laterale della flessura splenica, il peritoneo viscerale è connesso dal legamento frenocolico al diaframma. Anteriormente, il colon trasverso è in rapporto con il VI segmento del fegato (presso la flessura epatica), con la grande curvatura dello stomaco, il grande omento e talvolta con la cistifellea. Posteriormente è connesso al margine anteriore del pancreas mediante il mesocolon trasverso, è in rapporto con la seconda, terza e quarta parte del duodeno, con la milza (presso la flessura splenica), il rene sinistro da cui è diviso dalla fascia perirenale e la vena mesenterica inferiore. Inferiormente è in rapporto con il digiuno, superiormente con la coda del pancreas.

#### Colon discendente

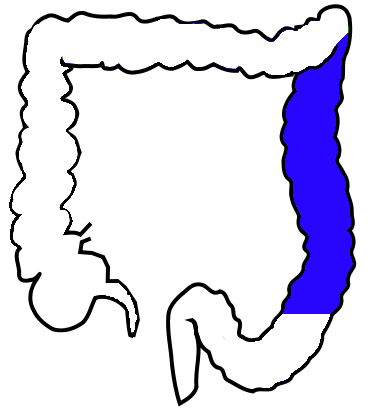
Porzione del colon discendente.

Il colon discendente, continuazione del colon trasverso, è lungo circa 25 cm, e si dirige inferiormente, anteriormente e medialmente oltre la flessura splenica, continuandosi nel colon sigmoideo dopo essersi curvato verso destra, formando una concavità supero-mediale. È retroperitoneale, per cui ricoperto dal peritoneo anteriormente e lateralmente.
Possiede un calibro minore rispetto al colon ascendente, ma più appendici epiploiche. È in rapporto anteriormente con alcune anse del digiuno e dell'ileo, posteriormente è diviso dal rene sinistro dalla fascia perirenale e da questa da scarso tessuto connettivo lasso, ed è in rapporto con l'arteria e la vena genitali di sinistra, il nervo genitofemorale, cutaneo laterale sinistro del femore, ileoipogastrico, sottocostale e femorale, con il muscolo trasverso dell'addome, quadrato dei lombi, iliaco e grande psoas. La prima porzione può talvolta essere in rapporto con la parte inferiore della milza.

#### Colon sigmoideo

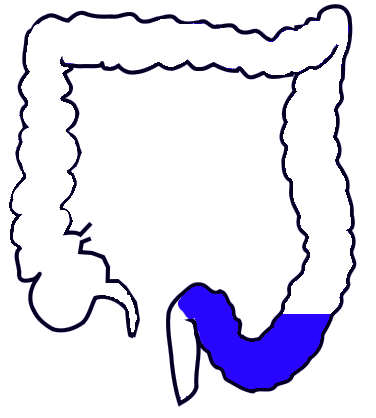
Porzione del colon sigmoideo.

Il colon sigmoideo è la continuazione del colon discendente presso lo stretto superiore della pelvi, così chiamato per la sua forma che ricorda quella di una "S". La prima concavità guarda in direzione supero-mediale ed è il punto convenzionalmente utilizzato per separare il colon discendente dal sigmoideo ed è di norma adagiata contro la parete della cresta iliaca, la seconda, molto più stretta, guarda infero-lateralmente e determina il confine tra sigmoideo e retto.
È il segmento del colon più variabile per lunghezza, conformazione, e quello con il maggior numero di appendici epiploiche. È completamente ricoperto dal peritoneo ed ancorato alla parete addominale posteriore da un meso a forma di ventaglio, detto mesocolon sigmoideo.
Anteriormente è in rapporto con il grande omento e con alcune anse dell'ileo, posteriormente con l'arteria e la vena iliache esterne (sinistre), l'arteria e la vena genitali sinistre, il nervo genitofemorale, il nervo otturatore, il plesso sacrale, l'uretere sinistro, il muscolo grande psoas, iliaco e piriforme, la vescica e il dotto deferente nel maschio, l'utero e l'ovaio sinistro nella femmina.

#### Sfinteri
Il colon presenta numerosi sfinteri lungo il suo decorso, di tipo prevalentemente funzionale.
- Sfintere del Busi, sfintere funzionale tra cieco e colon ascendente.
- Sfintere di Hirsch, sfintere funzionale nel primo tratto del colon ascendente.
- Sfintere del Cannon, funzionale. Nella metà destra del colon trasverso.
- Sfintere del Payr, funzionale. Alla flessura sinistra del colon.
- Sfintere del Balli, funzionale. All'inizio del sigma.
- Sfintere di Moutier-Rossi, a metà sigma. Funzionale.

## Vascolarizzazione e innervazione

Vascolarizzazione del colon: 1. Colon trasverso, 2. Colon ascendente, 3. Cieco, 4. Arteria colica destra, 5. Appendice vermiforme, 6. Arteria colica media, 7. Punto di Cannon-Böhm (separazione tra le zone irrorate dalle arterie mesenterica superiore e inferiore), 8. Arteria mesenterica superiore, 9. Arteria marginale, 10. Arteria ileo-colica, 11. Digiuno) (parziale), 12. Ileo (parziale). In rosa, zone irrorate dalla arteria mesenterica superiore. In blu, zone irrorate dalla arteria mesenterica inferiore.

### Arterie
Il colon è vascolarizzato da due vasi di grosso calibro originanti dall'aorta addominale, l'arteria mesenterica superiore e l'arteria mesenterica inferiore e dalle loro ulteriori ramificazioni. In generale si può affermare che l'arteria mesenterica superiore vascolarizzi la porzione del colon compresa tra il cieco e il colon trasverso, mentre l'arteria mesenterica inferiore quella compresa tra il colon trasverso ed il retto. Il canale anale è invece irrorato sia da rami dell'arteria mesenterica inferiore che dalle arterie emorroidali medie ed inferiori, rami dell'arteria iliaca interna.
Appena sotto il margine inferiore del pancreas, l'arteria mesenterica superiore entra nel mesentere ed emette un ramo, l'arteria colica media, che prosegue inferiormente e a destra. Da essa si distacca prossimalmente un vaso che subito si divide in un ramo intermedio e in un ramo sinistro: dal primo originano le arterie rette che vascolarizzano la porzione centrale del colon trasverso, il secondo, invece, vascolarizza tramite le arterie rette la porzione sinistra del colon trasverso.
Dall'arteria mesenterica inferiore origina l'arteria colica sinistra, che si porta a sinistra e superiormente ramificandosi quasi subito in un ramo ascendente che si porta superiormente seguendo il margine mediale del colon discendente e il margine inferiore del colon trasverso
Il ramo discendente dell'arteria colica sinistra si porta inferiormente, forma una singola serie di arcate arteriose che danno origine ad arterie rette che vascolarizzano gran parte del colon discendente.

### Vene
Il colon è drenato principalmente dalla vena mesenterica superiore e dalla mesenterica inferiore, con un contributo da parte della vena iliaca interna e della vena pudenda interna tramite le vene rettali medie ed inferiori.
Entrambe le vene mesenteriche risalgono, seguendo circa il percorso delle arterie mesenteriche, fino a dietro il pancreas, dove convergono a formare la vena porta, che si dirigerà poi verso il fegato.

### Nervi
Il crasso è innervato da fibre nervose vegetative: l'innervazione parasimpatica pregangliare del cieco, del colon ascendente e della parte prossimale del colon trasverso origina dal nervo vago; quella del resto del colon trasverso, del colon discendente e sigmoide dal midollo sacrale.
Le fibre simpatiche pregangliari provengono dal midollo lombare e fanno sinapsi con le fibre postgangliari nei plessi mesenterici e nel plesso ipogastrico. Le fibre post-gangliari terminano sui corpi cellulari dei plessi intrinseci e sui vasi.

## Funzione
Nell'intestino crasso vengono assorbiti sali e acqua. Nel colon sono presenti numerosi batteri che formano il microbiota umano intestinale.
Questi batteri svolgono funzioni utili per l'uomo: sono in grado di sintetizzare alcune vitamine (gruppo B, K), limitano la crescita di batteri dannosi e in cambio si nutrono delle sostanze presenti nell'intestino.

## Patologie

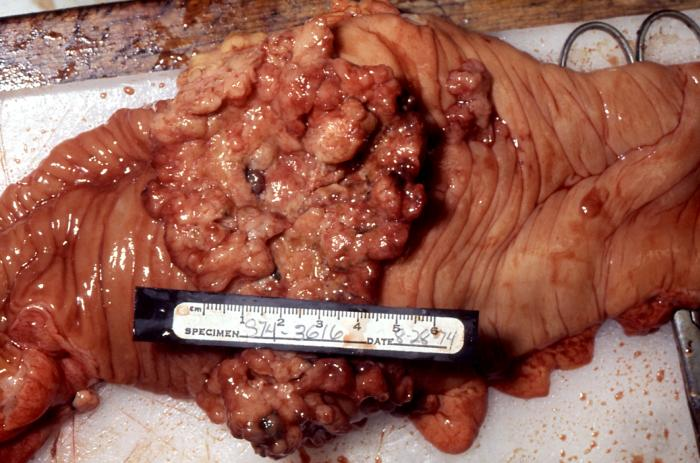
Adenocarcinoma vegetante del colon.

Il colon è sede di frequenti e numerose patologie. A livello vascolare, l'angiodisplasia del colon è responsabile di sanguinamenti occulti. Le patologie infiammatorie dell'organo, prendono il nome di coliti, tra cui la rettocolite ulcerosa, la colite pseudomembranosa e la malattia di Crohn, quest'ultima cronica e ritenuta essere di tipo autoimmune. L'infiammazione di uno o più diverticoli porta alla diverticolite. Altre situazioni patologiche possono essere la sindrome dell'intestino irritabile, la diarrea, la stitichezza, l'invaginazione e la malattia di Hirschsprung.
Il carcinoma del colon-retto è la quarta forma più comune di cancro, spesso favorito dalla presenza di polipi.